# ダリウス・ミヨー

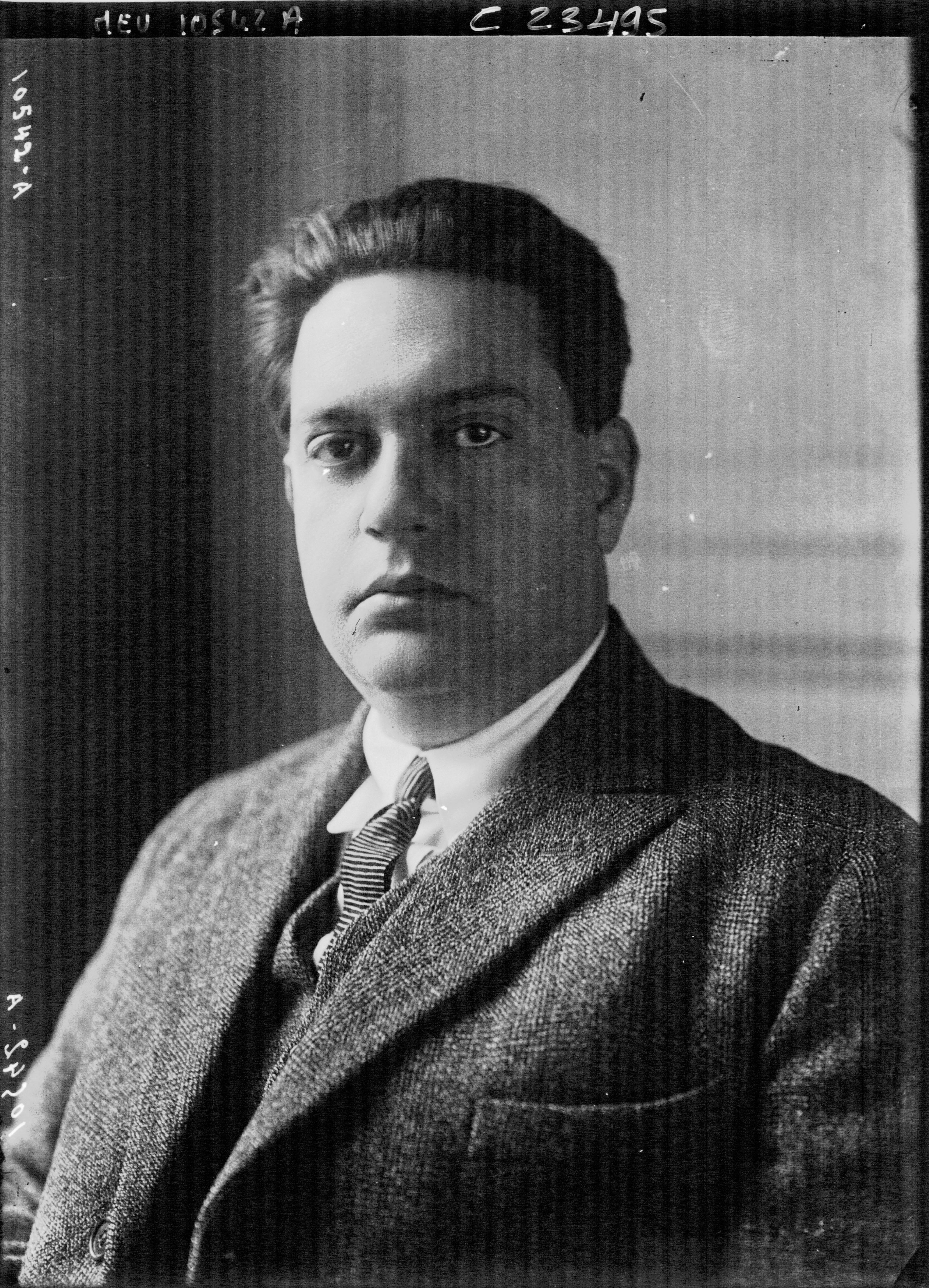
ダリウス・ミヨー（1923年）

ダリウス・ミヨー（Darius Milhaud [daʁjys mijo], 1892年9月4日 - 1974年6月22日）は、フランス人の作曲家。名はダリユス、ダリュスとも表記される。ピアニストや指揮者としても活躍し、自作の録音を残している。フランス6人組の一人。

## 概要
南フランス、プロヴァンス地方のマルセイユで生まれ、エクス＝アン＝プロヴァンスで育ち、スイスのジュネーヴで没した。第二次世界大戦期以降はアメリカでも活動した。
生まれつき小児麻痺を患っていたため、車椅子を使う機会が多かった。1920年代以降はリウマチにも悩んでいた。
作曲意欲は旺盛で、様々な楽器編成を試みたり、タンゴやジャズにも影響を受けたりした。また映画音楽にも筆を染め、創作活動は亡くなるまでその衰えを見せなかった。

## 生涯

### i
1892年に、南フランスプロヴァンス地方のエクス＝アン＝プロヴァンスにおいて、アーモンド取引で財をなした富裕なユダヤ人の家庭に生まれる。父は商館をとりしきるかたわら地元の音楽協会の中心人物を務め、母はかつてパリで声楽を学んでいた。このような環境の中、7歳で地元の音楽家レオ・ブルギエにヴァイオリンを学び、1904年からはブルギエの四重奏団で第2ヴァイオリン奏者となる。この頃にクロード・ドビュッシーの弦楽四重奏曲を勉強し、1902年に初演されたばかりの『ペレアスとメリザンド』の楽譜を入手する。また同じ頃、地元の軍楽隊の音楽隊長から和声法を学びつつ作曲を始めるが、学んだ和声法は生かされず、独自の和声進行によるヴァイオリンソナタを書いた。
1909年にパリ音楽院に入学。パリでは頻繁に演奏会に通い、モーリス・ラヴェルの『夜のガスパール』初演や、発足まもないバレエ・リュス（ロシア・バレエ団）の公演などに刺激を受け、ドビュッシー、モデスト・ムソルグスキーに傾倒する。その一方でリヒャルト・ワーグナーの作品には嫌悪感を覚え、生涯「反ワーグナー」の姿勢をとることになる。
本来はヴァイオリンを学ぶための入学であったが、次第に作曲を本格的に学ぶようになる。音楽院ではポール・デュカスに管弦楽、ザビエル・ルルーに和声を師事するが、ミヨーは和声の成績がすこぶる悪かった。ある日ミヨーがルルーに自作のヴァイオリンソナタを見せたところ、ルルーは「君は私のクラスで何をしているのかね? 君は既に自分の和声語法を持っているのに、さらに因習的な和声を習おうとしているのか。クラスを去りたまえ」と言った。ルルーのクラスを去った後、アンドレ・ジェダルジュに対位法、シャルル＝マリー・ヴィドールに作曲を師事。ジェダルジュのクラスでは、ジャック・イベール、アルテュール・オネゲルと同期であり、ヴィドルのクラスではジェルメーヌ・タイユフェール、ジョルジュ・オーリックと知り合う。
この頃、音楽を学ぶ一方でフランシス・ジャム、ポール・クローデルら文学者と親交を深め、彼らの作品をテキストとした歌劇や歌曲を作曲した。特に外交官でもあった詩人クローデルとの友情は生涯を通じて続いた。

### ii
1914年に第一次世界大戦が始まると、健康上の理由で従軍は免れたが、戦争に関わる仕事を求めて「フランス・ベルギー親善協会」に勤務する。同協会に務めていたミシア・ゴデブスキを通じて、ラヴェルの他、リカルド・ビニェス、エリック・サティ、レオン＝ポール・ファルグなどが出入りしていたシーパ・ゴデブスキのサロンに顔を出すようになる。
1915年、バッハの小さな二重奏のカノンに異なる2つの調が同時に存在することを見出し、これをきっかけに複調性や多調性について根本的な研究にとりくむ。この成果は「和声の変奏曲」の副題を持つ『コエフォール』となって現れた。以後、複調性、多調性に基づくポリフォニーはミヨーの作風において重要な要素の一つとなる。
同年、フランス・ベルギー親善協会をやめ「新聞の家」で働き、新聞会館で再会したクローデルに誘われて外交官秘書となる。その後、ブラジル大使となったクローデルに随行し、1917年から1918年末までブラジルで生活する。クローデルとミヨーは1917年2月、カーニヴァル只中のリオデジャネイロに到着し、ミヨーはブラジル民謡特有のシンコペーションのリズムに強く惹きつけられた。ブラジル音楽の影響は、滞在中に作曲された『男とその欲望』や、帰国後の『ブラジルへの郷愁』、『屋根の上の牛』に現れている。1918年末、連合国経済使節団のフランス代表となったクローデルに従ってアメリカまで同行し、そのままニューヨークを経由して1919年にフランスに帰国。途中立ち寄ったプエルト・リコではギロを購入。後の『屋根の上の牛』などで活用した。
ミヨーがブラジルに滞在していた間、パリではバレエ・リュスの『パラード』の初演（1917年5月）がスキャンダルを引き起こし、ミヨーと既知のオネゲル、タイユフェール、オーリックなど若手作曲家は、エリック・サティ、ジャン・コクトーを中心として結集しつつあった。ブラジルから帰国したミヨーもその一員となり、彼らは毎週土曜日にミヨーの自宅に集まって友情を育んでいった。彼らの作品には共通の作風は見られなかったが、歌手ジャーヌ・バトリが主宰するヴィユ・コロンビエ劇場や、モンパルナスの画家のアトリエを改造した「ユイガンス・ホール」（サル・ユイガンス）などで連続的に取り上げられ、1920年1月26日の『コメディア』紙におけるアンリ・コレの記事「ロシア5人組、フランス6人組、そしてエリック・サティ」をきっかけに、デュレ、オネゲル、ミヨー、タイユフェール、プーランク、オーリックは「フランス6人組」として知られるようになった。
1919年、ブラジルの思い出から『屋根の上の牛』を作曲するが、ジャン・コクトーによる前衛的な演出を加えて上演（1920年2月）されたため、ミヨーは聴衆や批評家から「滑稽な作品を書く作曲者」というレッテルを貼られた。同年10月24日、12種類の調性が同時に鳴る部分を含む『交響組曲第2番』（付随音楽『プロテー』に基づく）がガブリエル・ピエルネ指揮コンセール・コロンヌによって初演されるが、聴衆の猛反発を招き、混乱した会場に警察や市警備隊が介入、新聞に「コンセール・コロンヌのスキャンダル」として報じられる事態となった。しかし、ミヨーは「熱狂でなくても強い抗議は作品によって刺激されている証拠」であるとして自信を深めた。
ミヨーの音楽は当時一世を風靡していたバレエ・リュスの主催者セルゲイ・ディアギレフには好まれず、『男とその欲望』もディアギレフの食指を動かすには至らなかった。このため、このバレエはバレエ・スエドワ（スウェーデン・バレエ団）によって1921年6月6日に初演された。翌年、バレエ・スエドワは、デュレを除くフランス6人組の合作によるバレエ『エッフェル塔の花嫁花婿』を上演した。

### iii
1920年に『屋根の上の牛』を指揮するためにロンドンに渡ったミヨーは、ここでビリー・アーノルド楽団が演奏する、「ダンス音楽」にとどまらない本格的なジャズに触れ、その魅力に目覚めた。1922年に自作の曲の公演の為にアメリカ合衆国を訪問した際にはハーレムのジャズや黒人音楽を研究し、そのリズムや音色を活かした室内楽曲を作ろうと考えた。その成果が、アルト・サクソフォンを含む17人の奏者による『世界の創造』（1923年、バレエ・スエドワによって初演）であり、ジャズのイディオムを用いた作品としてはジョージ・ガーシュウィンの『ラプソディー・イン・ブルー』（1924年）よりも早いものであり、このジャンルの成功例となった。
1922年には合衆国への演奏旅行に引き続き、第一次世界大戦で途絶えていたオーストリアの音楽家たちとの交流を目的として、プーランクとともにウィーンのアルマ・マーラー宅を訪問。ここでアルノルト・シェーンベルク、アントン・ウェーベルン、アルバン・ベルクらと会う。アルマ・マーラー夫人の提案によりシェーンベルクとミヨーがそれぞれ『月に憑かれたピエロ』を指揮し、2通りの演奏の聴き比べが行われた。
1920年代後半から1930年代にはリウマチの進行に苦しみながらも創作が続けられた。この時期には劇音楽に加えて映画音楽も担当、また、イダ・ジャンケレヴィッチとマルセル・メイエールのために作曲した『スカラムーシュ』（1937年）は人気作品となり、その楽譜は異例の売れ行きを示した。

### iv
1940年、ユダヤ人であったミヨーは、前年に始まった第二次世界大戦を避けるためにアメリカ合衆国に逃れる。合衆国では、カリフォルニア州のミルス・カレッジで作曲を教えつつ、サンフランシスコ交響楽団、シカゴ交響楽団、ニューヨーク・フィルハーモニック、ボストン交響楽団などで客演指揮を行った。この中には、シカゴ交響楽団創立50周年のための委嘱作品『交響曲第1番』（1940年）や、クーセヴィツキー夫人ナタリーを追悼するためクーセヴィツキー財団による委嘱作品『交響曲第2番』（1944年）の初演が含まれる。また、楽譜出版社からの依頼により、吹奏楽のための『フランス組曲』（1945年）が作曲された。1945年には歌劇『ボリヴァール』（シュペルヴィエル台本）を作曲。これまでに作曲していた歌劇『クリストフ・コロンブ』（1928年、クローデル台本）、歌劇『マクシミリアン』（1930年、ヴェルフェル他）と合わせ、「中南米三部作」と呼ばれる。
戦後、フランスに戻り、アンリ・ビュッセルの後任としてパリ音楽院の作曲科教授に任命されるが、ミルス・カレッジには1971年まで在職し、1年おきにフランスとアメリカを頻繁に行き来する生活を送った。
戦後の作品には、同時に演奏すると弦楽8重奏になる「弦楽四重奏曲第14番」と「第15番」（1948年-49年、ブダペスト弦楽四重奏団は同時録音を使って8重奏を初演した）、ミュージック・コンクレートによる『詩的練習曲』（1954年）、合唱、管弦楽に雑音を用いたカンタータ『紙とステロ板との結婚』（1956年）、奏者の自由な演奏による偶然性を狙った朗読と7つの楽器のための『4行詩の組曲』（1962年）などの新たな試みが見られる。
1956年、長年の友人であったオネゲルの死にショックを受け、追悼のために「弦楽五重奏曲第4番」（1.「死を悼む」2.「若き日の思い出」3.「長い友情の甘さ」4.「称賛の歌」）を作曲。また、オネゲルが務めていたフランス・ディスク・アカデミーの会長の後任となる。
1971年にミルス・カレッジを辞し（後任はルチアーノ・ベリオ）、あらたな創作の場としてジュネーブに暮らす。80歳を超えても創作意欲は衰えなかったが、1974年6月22日、ジュネーヴで没する。81歳。前年に作曲された木管五重奏曲が最後の作品となり、その作品番号は443であった。故郷エクス＝アン＝プロヴァンスのサンピエール墓地に埋葬されている。

## 作品
弦楽四重奏曲18曲、交響曲13曲、室内交響曲6曲、ピアノ協奏曲5曲、ヴァイオリン協奏曲3曲、その他膨大な作品がある。
吹奏楽の分野では「フランス組曲」が有名である。学生吹奏楽団での演奏を想定して書かれており、親しみやすく技術的な難易度も高くはない。

### 舞台作品

#### 歌劇
- 迷える羊 Op.4（1910〜15/1923年初演）（3幕）
- オルフェの不幸 Op.85（1925/1926年5月7日初演）（3幕）
- カルパントラのエステル Op.89（1925）（2幕）
- 哀れな水夫（英語版）（1926）
- 短編オペラ エウロペの略奪 Op.94（1927）
- 短編オペラ 見捨てられたアリアーヌ（英語版） Op.98（1927）
- 短編オペラ 解放されたテセウス Op.99（1927）
- クリストフ・コロンブ（英語版） Op.102（1928/1930年初演）（2部27景）
- マクシミリアン Op.110（1930/同年初演）（3幕9景）
- メデ Op.191（1938/1939年初演）（1幕）
- ボリヴァール（フランス語版） Op.236（1943/1950年初演）（3幕）
- ダヴィデ（フランス語版） Op.320（1954/同年演奏会形式で初演/1955年舞台初演）（5幕8場）
- 饗宴 Op.370（1958/同年初演）（1幕）
- 罪ある母（英語版） Op.412（1964/1966年初演）（3幕）
- フランスの王、聖ルイ Op.434（1970〜71/1971年初演）（2部）

#### バレエ音楽
- 男とその欲望 Op.48
- 屋根の上の牡牛 Op.58
- エッフェル塔の花嫁花婿 Op.70（合作）
- 世界の創造 Op.81
- サラダ Op.83
- 青列車 Op.84
- ジャンヌの扇 Op.95（合作、ポルカのみ作曲）
- 最愛の女 Op.101
- 夢 Op.124
- 花咲ける中世 Op.152
- アメリカ作品2 Op.219
- 春の戯れ Op.243
- 鐘 Op.259
- 鏡の中のアダム Op.283
- レモンの摘み取り Op.298b
- 葡萄の収穫 Op.317
- 風の薔薇 Op.367
- 鳥たちの枝 Op.374

#### 劇付随音楽
- アガメムノン Op.14（アイスキュロスのオレスティア第1部）
- プロテー Op.17
- コエフォール Op.24（アイスキュロスのオレスティア第2部）
- ユメニード Op.41（アイスキュロスのオレスティア第3部，全編歌われる実質的な歌劇）
- マリアへのお告げ Op.117
- 教皇の館 Op.120
- Se plaire sur la Meme Fleur Op.131
- 創造の循環 Op.139
- ほら吹き Op.145
- ボリヴァール Op.148
- 天の狂女 Op.149
- Tu ne m'echapperas jamais Op.151
- ベルトラン・ト・ボルン Op.152
- セビーリャのいかさま師 Op.152e
- 7月14日（合作）（1936）
- 征服者 Op.154
- アマル、または王の手紙 Op.156
- 荷物を持たない旅行者 Op.157a
- ジュリアス・シーザー Op.158
- ダルマフィ侯爵夫人 Op.160
- ロメオとジュリエット Op.161a
- 自由 Op.163（合作、序曲と序奏のみ）
- 空飛ぶお医者さん Op.165a
- Naissance d'une Cite Op.173（合作、2曲のみ）
- マクベス Op.175
- エキュブ Op.177
- プルートゥス Op.186
- 三色旗 Op.190
- 泥棒たちの舞踏会 Op.192
- 最初の家庭 Op.193
- ハムレット Op.200
- つまらなぬ小天使 Op.215
- マリアへのお告げ Op.231
- リドアール Op.264
- ベルナルダ・アルバの家 Op.280（1947）（フェデリコ・ガルシーア・ロルカの劇のため）
- シェエラザード Op.285
- ロバンとマリオンの戯れ Op.288
- 冬の物語 Op.306
- クリストファ・コロンブ Op.318
- サウル Op.334a（1954）
- ジュアニート Op.349
- Mere Courage Op.379
- ジュディット Op.392
- カルパントラスのイェルサレム Op.419
- トビーとサラの物語 Op.426

#### 映画音楽
- 人でなしの女（1924）（楽譜は消失）
- アクチュアリテ（ニュース映画） Op.104
- リリーちゃん Op.107
- ハロー・エヴリボディ Op.126
- ボヴァリー夫人 Op.128
- 海馬 Op.137
- タラスコンのタルタラン Op.138
- 幼時の声 Op.146
- 愛すべき放蕩者 Op.150
- モルナール Op.174
- 沈黙の城砦 Op.176
- 大火 Op.182
- 天の征服 Op.184
- 皇帝の悲劇 Op.187
- 人質 Op.196
- アイスランド Op.198
- 希望 Op.202
- 愛の騎馬旅行 Op.204
- メキシコ湾流 Op.208
- The private-affairs of Bel Ami Op.272
- Man Ray Swquence of dreames that money can buy Op.273
- ゴーギャン Op.299
- 人生は明日始まる Op.304
- 彼らはみんな志願兵 Op.336
- いなかった女 Op.364
- ビルマ・ロード Op.375

#### テレビ音楽
- ペロンとエヴィータ Op.372（1958）
- ポール・クローデル Op.427（1968）

#### その他の舞台作品
- シャブリエのオペレッタ「受けそこなった教育」のためのレチタティーヴォ Op.82
- 音楽祭 Op.159
- 薮から棒 Op.118
- ちょっと音楽を Op.119
- 少し練習を Op.133
- 序曲、マーチ、勝利の祭り Op.254
- L'ours et la lune （1918）
- 「乞食オペラ」への歌 Op.171
- プロメテ Op.341
- アガメムノン（1938）
- 夢の国への旅 Op.203
- 聖書 Op.282
- 世界の終わり Op.297
- 7日目の休息 Op.301
- サマエル Op.321
- Le Dibbouk Op.328
- 詩的エテュード Op.333

### 交響曲
- 交響曲第1番 Op.210 （1939/1940年初演）
- 交響曲第2番 Op.247 （1944/1946年初演）
- 交響曲第3番「テ・デウム」 Op.271 （1946/1947年初演）（合唱付き）
- 交響曲第4番 Op.281 （1947/1948年初演）
- 交響曲第5番 Op.322 （1953/1955年初演）
- 交響曲第6番 Op.343 （1953/1955年初演）
- 交響曲第7番 Op.344 （1955/1956年初演）
- 交響曲第8番「ローヌ河」 Op.362 （1957）
- 交響曲第9番 Op.380 （1959/1960年初演）
- 交響曲第10番 Op.382 （1960/1961年初演）
- 交響曲第11番「ロマンティック」 Op.384 （1960）
- 交響曲第12番「田舎風」 Op.390 （1961/1962年初演）
- クローデル的宇宙のための交響曲 Op.427 （1968）

### 室内交響曲
- 室内交響曲第1番「春」 Op.43（1917）
- 室内交響曲第2番「パストラール」 Op.49（1918）
- 室内交響曲第3番「セレナード」 Op.71（1921）
- 室内交響曲第4番 Op.74（1921）
- 室内交響曲第5番 Op.75（1922）
- 室内交響曲第6番 Op.79（1923/1926年出版）

### 管弦楽曲、吹奏楽曲
- 交響組曲第1番 Op.12
- 交響組曲第2番 Op.57
- ブラジルの郷愁 Op.67b（全13曲）
- プロヴァンス組曲 Op.152b
- 鳥 Op.181
- フランス組曲 Op.248（吹奏楽／管弦楽に編曲）
- 組曲「パリ」 Op.284b
- シンフォニエッタ（小交響曲） Op.363
- 劇場の音楽 Op.334b（劇音楽「サウル」より編曲）（吹奏楽）

### 協奏曲

#### ピアノ協奏曲
- ピアノ協奏曲第1番 Op.127
- ピアノ協奏曲第2番 Op.225
- ピアノ協奏曲第3番 Op.270
- ピアノ協奏曲第4番 Op.295
- ピアノ協奏曲第5番 Op.346
- カマグルの雅歌による詩曲 Op.13
- バラード Op.61
- 5つの練習曲 Op.63
- エクスの謝肉祭 Op.83b
- 田園の幻想曲 Op.188
- 協奏的組曲 Op.278a
- 2台のピアノのための協奏曲 Op.228
- 2台のピアノと管弦楽のための組曲 Op.300

#### ヴァイオリン協奏曲
- ヴァイオリン協奏曲第1番 Op.93
- ヴァイオリン協奏曲第2番 Op.263
- ヴァイオリン協奏曲第3番「国王のコンセール」 Op.373
- シネマ・ファンタジー Op.58b
- 春のコンチェルティーノ Op.135
- 3部の組曲 Op.234b

#### ヴィオラ協奏曲
- ヴィオラ協奏曲第1番 Op.108
- ヴィオラ協奏曲第2番 Op.340
- ソナタのアリア Op.242
- 夏のコンチェルティーノ Op.311

#### チェロ協奏曲
- チェロ協奏曲第1番 Op.136
- チェロ協奏曲第2番 Op.225
- ピエモンテ地方の民謡による北イタリア組曲 Op.332

#### その他の協奏曲
- 打楽器と小管弦楽のための協奏曲 Op.109
- フルート、ヴァイオリンと管弦楽のための協奏曲 Op.197
- クラリネット協奏曲 Op.230
- マリンバ、ヴァイブラフォーンと管弦楽のための協奏曲 Op.278
- ハープ協奏曲 Op.323
- オーボエ協奏曲 Op.365
- 協奏交響曲 Op.376
- クラヴサン協奏曲 Op.407
- 秋のコンチェルティーノ Op.309
- ボストン市のための音楽 Op.414
- スカラムーシュ Op.165c（サックスと管弦楽）
- スカラムーシュ Op.165d（クラリネットと管弦楽）
- イギリス組曲 Op.234
- 冬のコンチェルティーノ Op.327（トロンボーンと管弦楽）
- スタンフォード・セレナード Op.430

### 室内楽曲

#### 弦楽四重奏曲
- 弦楽四重奏曲第1番 Op.5（1912）
- 弦楽四重奏曲第2番 Op.16（1914〜15）
- 弦楽四重奏曲第3番 Op.32（1916）
- 弦楽四重奏曲第4番 Op.46（1918）
- 弦楽四重奏曲第5番 Op.64（1920〜21）
- 弦楽四重奏曲第6番 Op.77（1922）
- 弦楽四重奏曲第7番 Op.87（1925）
- 弦楽四重奏曲第8番 Op.121（1932）
- 弦楽四重奏曲第9番 Op.140（1935）
- 弦楽四重奏曲第10番 Op.218（1940）
- 弦楽四重奏曲第11番 Op.232（1942）
- 弦楽四重奏曲第12番 Op.252（1945）
- 弦楽四重奏曲第13番 Op.268（1946）
- 弦楽八重奏曲 Op.291（1948〜49）（弦楽四重奏曲第14番、第15番を合わせて演奏する）
- 弦楽四重奏曲第14番 Op.291-1
- 弦楽四重奏曲第15番 Op.291-2
- 弦楽四重奏曲第16番 Op.303（1950）
- 弦楽四重奏曲第17番 Op.307（1950）
- 弦楽四重奏曲第18番 Op.308（1951）
- シバの女王 Op.207
- イーゴル・ストラヴィンスキーの追悼 Op.435
- エテュード Op.442

#### その他の室内楽曲
- ヴァイオリン・ソナタ第1番 Op.3
- ヴァイオリン・ソナタ第2番 Op.40
- ヤコブの夢 Op.294（オーボエ、ヴァイオリン、ヴィオラ、チェロ、コントラバス）
- フルート、オーボエ、クラリネットとピアノのためのソナタ Op.47
- ピアノ、ヴァイオリンとクラリネットのための組曲 Op.157b
- 組曲「ルネ王の暖炉」 Op.205（木管五重奏）
- フルートとピアノのためのソナチネ Op.76
- クラリネットとピアノのためのソナチネ Op.100
- 春 Op.18（ヴァイオリン）
- エレジー Op.251（ヴィオラ）
- 四つの顔 Op.238（ヴィオラ）
- 即興曲 Op.91
- セコビアーナ Op.366（ギター）
- 2つのヴァイオリンとピアノの為のソナタ

### ピアノ曲
- ピアノ・ソナタ第1番 Op.33
- ピアノ・ソナタ第2番 Op.293
- 組曲「春」第1集 Op.25
- 組曲「春」第2集 Op.66
- 瞑想 Op.277
- 世界観光旅行者 Op.358
- 人生の喜び － ワトーを讃えて Op.360
- スカラムーシュ Op.165b（2台ピアノ）
- やわらかいキャラメル Op.68

### オルガン曲
- オルガン・ソナタ Op.112（1931）
- パストラール Op.229（1941）
- 9つのプレリュード Op.231b（1942）
- 小組曲 Op.348（1955）（全3曲）

### 声楽を伴う管弦楽曲、合唱曲

#### カンタータ
- 放蕩息子の帰宅 Op.42（1917）
- 主をたたえるカンタータ Op.103（1928）
- パンとシリンクス Op.130（1934）
- 人間博物館の落成式のためのカンタータ Op.164（1937）
- 平和のカンタータ Op.166（1937）
- 結婚カンタータ Op.168（1937/同年初演）
- 子供と母のカンタータ Op.185（1938）
- 四元素 Op.189b（1938）
- 栄光の冠 Op.211（1940）
- 戦争カンタータ Op.213（1940）
- 格言カンタータ Op.310（1951）
- 焔の城 Op.338（1954）
- 紙とステロ板との結婚 Op.357（1956）
- 慈悲の十字架のカンタータ Op.381（作曲年不明）
- チョーサーのテキストによるカンタータ Op.386（1960）
- 成人式のカンタータ Op.388（1960）
- 天使ラファエルへの祈願 Op.395（1962）
- ソネット組曲 Op.401（1963）
- カロルス Op.402（1963）
- アディユ Op.410（1964）
- ヨブ記からのカンタータ Op.413（1965）
- コメニウス讃 Op.421（1966）
- 詩篇カンタータ Op.425（1967）
- アニ・マーミン、見つけられた歌 Op.441（作曲年不明）

#### その他
- ガードナーの2つの詩 Op.35（1916〜17）
- 農機具 Op.56（1919）
- アダージョ Op.120b（1932）
- 呪文 Op.201（1939）
- 航海 Op.393（1961）
- 地には平和 Op.404（1963/1963年初演）
- アダム Op.411（1964）

### 歌曲
- 「フランシス・ジャムの詩」第1集 Op.1（1910〜12）
- 「フランシス・ジャムの詩」第2集 Op.1（1910〜12）
- 「フランシス・ジャムの詩」第3集 Op.6（1912）
- レオ・ラティルの3つの詩 Op.2（1910〜16）
- 東方の認識からの7つの詩 Op.7（1912〜13）
- 「ロマン派詩人の3つの詩」第1集 Op.11（1913〜14）
- アリッサ Op.9（1913／1931改訂）
- 「ロマン派詩人の3つの詩」第2集 Op.19（1914）
- 城 Op.21（1914）
- ユージェニー・ド・ゲランの未刊のノートより Op.27（1915）
- 逍遥歌 Op.44（1917）
- 体温表 Op.65（1920〜21）
- 即興劇 Op.90（1926）
- 発声練習 Op.105（1928）
- 4行詩 Op.106（1928）
- 4行詩 Op.143（1935）
- 四元素 Op.189（1938）
- 猫 Op.356（1956）
- 愛は歌う Op.409（1964）

## 著書
- ダリウス・ミヨー、クロード・ロスタン『音楽家の自画像』別宮貞雄訳、東京創元社、1957年
- 『ダリウス・ミヨー――幸福だった私の一生』別宮貞雄訳、音楽之友社、1993年
  - 原語版 «Ma Vie heureuse» Darius Milhaud, Édition Zurfluh, 1998. ISBN 2-87750-083-7 (originalement: Édition Pierre Belfond, 1987)

### ミヨーに関する著書
- ジャン・ロワ『ミヨー』広田正敏訳、音楽之友社、1971年